# 羊舌鮒
羊舌鮒（前580年—前531年），姬姓，羊舌氏，名鮒，一名叔鮒，字叔魚。春秋時代晉國貴族，晋武公的后代，羊舌職之子。官至晉國代理司馬、代理司寇。因贪赃枉法被殺。

## 簡介
叔鱼虽然才能出众，却又贪得无厌。晉昭公三年（公元前534年），晉國以叔魚為代理司馬，在平丘召集諸侯。當時，晉國軍隊駐紮在衛國，叔魚為向衛國索賂，故意不管隨意刈草的人。衛國派屠伯送給叔向羹和一篋錦，請求他的幫助。叔向收下了羹，而將錦交給屠伯。並告訴他，以國君的名義將錦賜給叔魚。屠伯照做了，結果還沒等他從叔魚那裡離開，禁止亂刈草木的命令就下達了。
魯國的季孫意如當時因故被晉國扣押，後來晉國的執政韓宣子得知，魯國可能要與別的國家結盟，不再侍奉晉國。韓宣子於是打算放走季孫意如，但此時季孫意如卻待在晉國不願回國，韓宣子問叔向，要怎樣令季孫意如回國。叔向說自己不能辦到，叔魚可以。於是派叔魚前去。叔魚哭著騙季孫意如說：“我從官吏那邊聽說，將為您打掃在西河附近的館舍，您怎麼打算？”暗示將把季孫意如永遠扣押於西河，季孫意如感到害怕，便趕緊回魯國去了。
前531年，司法官（士）景伯人在楚國，大夫韓宣子命羊舌鮒代理法官。邢侯與雍子為了領地的疆界打官司，雍子知道錯在自己，為了要贏，竟把自己的親生女兒獻給羊舌鮒，作為賄賂。叔魚收了雍子所贈送的女兒，便判雍子無罪。

邢侯知道後非常憤怒，在法庭上拔劍把雍子與叔魚都殺了。因為三人都是貴族，韓宣子不知如何論罪，命叔魚的異母兄弟羊舌譽(叔向)論斷三人之罪。
叔向說：「叔魚貪污，把司法賣了，雍子用女兒賄賂法官，邢侯不是法官卻幹法官的事，三人都該判死刑。」自己有錯卻想奪得美名是為錯，貪以敗官是為墨，殺人不忌是為賊。《夏書》說：‘昏、墨、賊、殺。’這是皋陶制定刑罰。請按這樣做罷。”邢侯聽到消息，連忙出逃，韓宣子便命人將邢侯逮捕後處死，而已死的雍子和叔魚屍體再拖出來遊街，當作執行死刑。